# Літтл-Бей
Літтл-Бей (англ. Little Bay) — містечко в Канаді, у провінції Ньюфаундленд і Лабрадор.

## Населення
За даними перепису 2016 року, містечко нараховувало 105 осіб, показавши скорочення на 2,8%, порівняно з 2011-м роком. Середня густина населення становила 72,5 осіб/км².
З офіційних мов обидвома одночасно не володів жоден з жителів, тільки англійською — 100.
Працездатне населення становило 37,5% усього населення, рівень безробіття — 33,3% (66,7% серед чоловіків та 0% серед жінок). 83,3% осіб були найманими працівниками, а 0% — самозайнятими.

## Клімат
Середня річна температура становить 4,7°C, середня максимальна – 18,9°C, а середня мінімальна – -10,5°C. Середня річна кількість опадів – 1 633 мм.
| Клімат поселення                              | Клімат поселення | Клімат поселення | Клімат поселення | Клімат поселення | Клімат поселення | Клімат поселення | Клімат поселення | Клімат поселення | Клімат поселення | Клімат поселення | Клімат поселення | Клімат поселення | Клімат поселення |
| Показник                                      | Січ.             | Лют.             | Бер.             | Квіт.            | Трав.            | Черв.            | Лип.             | Серп.            | Вер.             | Жовт.            | Лист.            | Груд.            |                  |
| Середній максимум, °C                         | −0,5             | −0,92            | 2,17             | 6,69             | 11,32            | 15,69            | 18,29            | 18,94            | 15,53            | 10,60            | 6,00             | 1,02             |                  |
| Середня температура, °C                       | −5,27            | −5,68            | −2,58            | 1,91             | 6,56             | 10,93            | 14,97            | 15,60            | 12,20            | 7,28             | 2,67             | −2,31            |                  |
| Середній мінімум, °C                          | −10,04           | −10,46           | −7,39            | −2,87            | 1,77             | 6,14             | 11,63            | 12,26            | 8,89             | 3,93             | −0,66            | −5,63            |                  |
| Норма опадів, мм                              | 141              | 134              | 125              | 128              | 119              | 133              | 123              | 109              | 150              | 161              | 163              | 147              |                  |
| Середньомісячна швидкість вітру, м/с          | 8.82             | 8.20             | 7.70             | 6.71             | 5.67             | 5.09             | 4.80             | 5.00             | 5.80             | 6.79             | 7.79             | 8.56             |                  |
| Середньомісячна сонячна радіація, кДж/м²·день | 3955             | 6825             | 10963            | 14361            | 17544            | 19002            | 18444            | 16051            | 12104            | 7388             | 4176             | 3058             |                  |
| --------------------------------------------- | ---------------- | ---------------- | ---------------- | ---------------- | ---------------- | ---------------- | ---------------- | ---------------- | ---------------- | ---------------- | ---------------- | ---------------- | ---------------- |
| Джерело:                                      |                  |                  |                  |                  |                  |                  |                  |                  |                  |                  |                  |                  |                  |